# Hyperbaena
Hyperbaena Miers ex Benth. – rodzaj roślin z rodziny miesięcznikowatych (Menispermaceae). Obejmuje co najmniej 20 gatunków występujących naturalnie w Ameryce Środkowej i Południowej.

## Systematyka
Pozycja systematyczna według APweb (aktualizowany system APG III z 2009)
Rodzaj z rodziny miesięcznikowatych (Menispermaceae).
Wykaz gatunków
| - Hyperbaena allenii Standl. - Hyperbaena angustifolia (A. Gray ex Griseb.) Urb. - Hyperbaena axilliflora (Griseb.) Urb. - Hyperbaena columbica (Eichler) Miers - Hyperbaena cubensis (Griseb.) Urb. - Hyperbaena domingensis (DC.) Benth. - Hyperbaena eladioana Q. Jiménez - Hyperbaena hassleri Diels - Hyperbaena ilicifolia Standl. - Hyperbaena jalcomulcensis E. Pérez & Cast.-Campos | - Hyperbaena laurifolia (Poir.) Urb. - Hyperbaena leptobotryosa (Donn.Sm.) Standl. - Hyperbaena macrophylla Ekman ex Urb. - Hyperbaena mexicana Miers - Hyperbaena oblongifolia (Eichler) Chodat & Hassl. - Hyperbaena obovata Urb. - Hyperbaena smilacina Standl. - Hyperbaena standleyi Mathias & W.T.Theob. - Hyperbaena tonduzii Diels |